# Marco Heinis
Marco Heinis (Pontarlier, 14 aprile 2003) è un combinatista nordico francese.

## Biografia
Originario di Jougne e attivo dal marzo del 2017, Heinis ha esordito in Coppa del Mondo il 27 novembre 2020 a Kuusamo in un'individuale Gundersen (38º) e ai Campionati mondiali a Planica 2023, dove si è classificato 24º nel trampolino normale, 21º nel trampolino lungo e 4º nella gara a squadre; ai Mondiali di Trondheim 2025 si è piazzato 19º nel trampolino lungo e 7º nella gara a squadre. Non ha preso parte a rassegne olimpiche.

## Palmarès

### Coppa del Mondo
- Miglior piazzamento in classifica generale: 41º nel 2024